# Esparta (mitología)

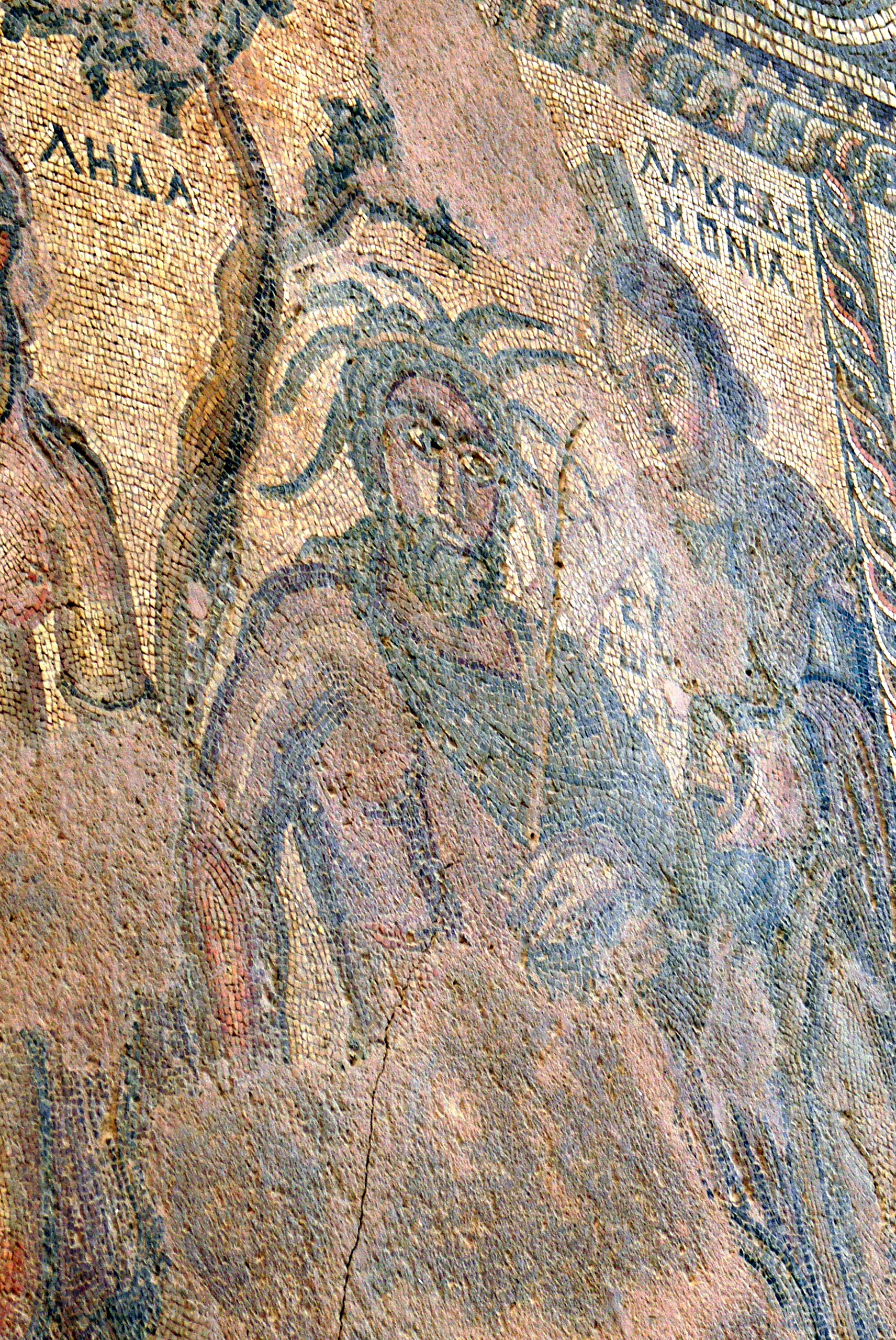
Antigua pintura sobre Esparta

En la mitología griega Esparta (en griego antiguo Σπάρτα, en dialecto dórico, o Σπάρτη en ático) era la hija epónima de Eurotas, que fue escogida para ser la esposa de Lacedemón.
Pausanias nos dice que cuando Lacedemón obtuvo el reino de las tierras laconias en primer lugar cambió los nombres del país y de sus habitantes por el suyo —esto es, Lacedemonia y lacedemonios—. Después fundó y le puso el nombre de su esposa a una ciudad que desde entonces se llama Esparta. El mismo autor nos dice que la hermana de Esparta fue Tiasa, que le dio el nombre a un río cerca de Amiclas. Esparta le dio a Lacedemón un hijo, Amiclas, que fue sucesor de Lacedemón y a su vez padre de Jacinto. Esparta también alumbró una hija, Eurídice, elegida para ser la esposa del rey Acrisio de Argos y por lo tanto es la abuela de Perseo.
En el parque arqueológico de Pafos se encuentra un mosaico que representa a Eurotas con su hija Esparta.